# Юровка (Хмельницкая область)
Юровка (укр. Юрівка) — село в Белогорском районе Хмельницкой области Украины.
Население по переписи 2001 года составляло 432 человека. Почтовый индекс — 30225. Телефонный код — 3841. Занимает площадь 0,176 км². Код КОАТУУ — 6820389501.

## Местный совет
30225, Хмельницкая обл., Белогорский р-н, с. Юровка, ул. Ленина, 2